# Mokumea albovittata
Mokumea albovittata is een slakkensoort uit de familie van de Columbellidae. De wetenschappelijke naam van de soort is voor het eerst geldig gepubliceerd in 1965 door Lopes, Coelho & Cardoso.